# Šarišské Sokolovce
Šarišské Sokolovce (węg. Tótselymes) – wieś (obec) na Słowacji, w kraju preszowskim, w powiecie Sabinov. Pierwsza pisemna wzmianka o miejscowości pochodzi z roku 1307.